# Compsodrillia haliplexa
Compsodrillia haliplexa là một loài ốc biển, là động vật thân mềm chân bụng sống ở biển trong họ Turridae.